# 曼徹斯特機場
曼彻斯特机场是一座位于英格兰曼彻斯特市中心西南部13.9公里的国际机场。2016年，曼彻斯特机场是英国客运量第三繁忙的机场。整个机场包括三座客运航站楼，一座货运航站楼以及两条跑道，是英国除伦敦希思罗机场外，唯一一座跑道运营长度超过2,999米的机场。机场占地面积达到1400公顷，服务199个国内外航点，机场通达度排名世界第13位。
曼彻斯特机场于1938年6月25日开航，最初机场命名为Ringway Airport。 在二战期间是英国皇家空军的基地所在地。机场由曼彻斯特机场集团运营和管理，曼彻斯特市议会是该集团的最大股东。
2016年，曼彻斯特机场一共处理了2560万人次的旅客，创机场开航以来的纪录。按目前机场的设计，一年可以处理5,000万人次的旅客。由于机场每小时的飞机起降量被限制在每小时61架次，因此预计潜在旅客量而缩减。未来机场将会投入8亿英镑对机场后勤物流、基础设施、办公区、酒店和机场周边的交通以及高速公路进行升级改造。

## 船廈

### 第一航站
第一航站於1962年啟用，主要處理國際航班。第一航站擁有24個泊位，其中18個有空橋連接。

### 第二航站

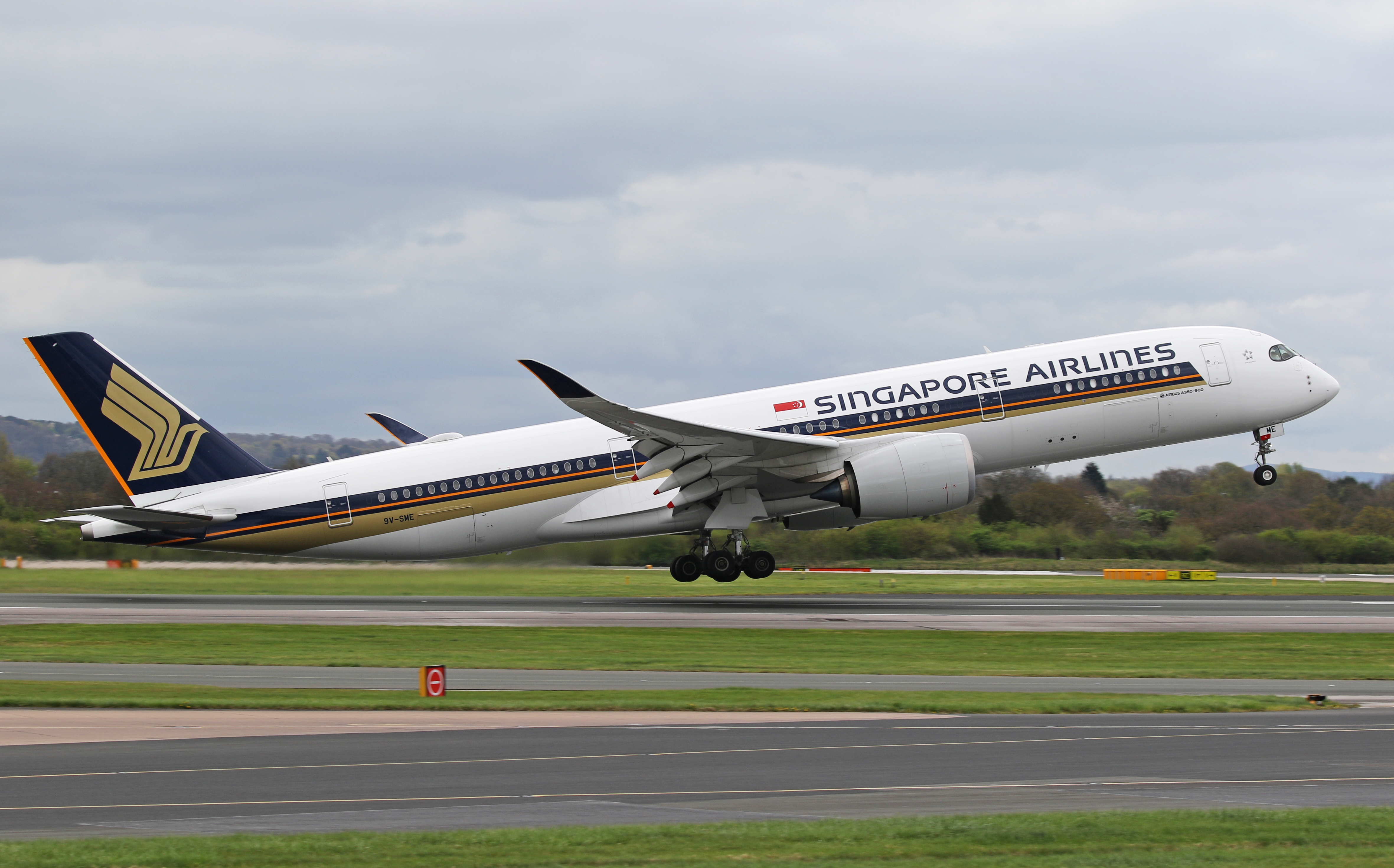
新加坡航空的空中巴士A350-900型客機在曼徹斯特機場起飛

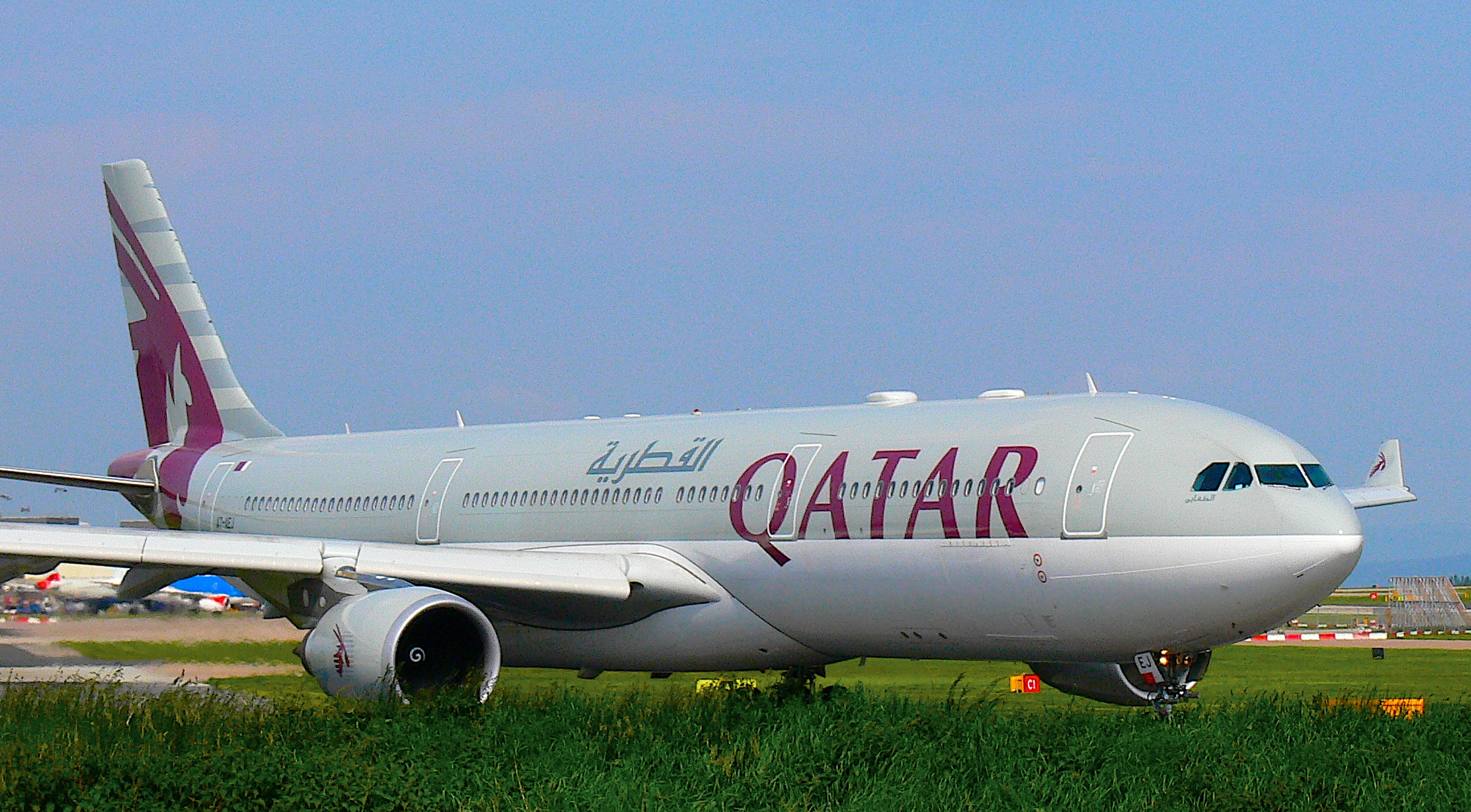
卡塔爾航空的空中巴士A330-302型客機在曼徹斯特機場滑行

第二航站於1993年啟用，主要處理國際航班。

### 第三航站
第三航站於1989年由威爾斯王妃戴安娜主持開幕式。第三航站原為英國航空專用航站，現在則與瑞安航空、西班牙國家航空及其他本土航線分享使用。

## 航空公司及航點
| 航空公司           | 目的地                                                              | 客運大樓 |
| ------------------ | ------------------------------------------------------------------- | -------- |
| 英國航空           | 倫敦-格域、倫敦-希斯路                                              | 3        |
| 維珍航空           | 奧蘭多、紐約-甘迺迪、亞特蘭大 季節性：巴巴多斯 、拉斯维加斯         | 2        |
| 英国途易航空       | 羅馬/菲烏米奇諾 、威尼斯 、馬耳他 、布達佩斯 季節性：維也納、普吉島 | 2        |
| 愛爾蘭航空         | 都柏林、贝尔法斯特-乔治·贝斯特                                      | 1        |
| 愛爾蘭航空（英国） | 紐約-甘迺迪、奧蘭多 季节性：巴巴多斯                                | 2        |
| 瑞安航空           | 都柏林、科克、香農、贝尔法斯特-贝尔法斯特国际                       | 3        |
| 芬蘭航空           | 赫爾辛基                                                            | 1        |
| 漢莎航空           | 法蘭克福、慕尼黑                                                    | 2        |
| 法國航空           | 巴黎-戴高樂                                                         | 2        |
| 荷蘭皇家航空       | 阿姆斯特丹                                                          | 2        |
| 北歐航空           | 哥本哈根、斯德哥爾摩-阿蘭達、奧斯陸                                 | 1        |
| 冰岛航空           | 凯夫拉维克                                                          | 1        |
| 西班牙国家航空     | 马德里                                                              | 3        |
| 葡萄牙航空         | 里斯本                                                              | 1        |
| 爱琴海航空         | 雅典                                                                | 2        |
| 加拿大航空         | 多倫多                                                              | 2        |
| 土耳其航空         | 伊斯坦布尔                                                          | 1        |
| 埃及航空           | 開羅                                                                | 1        |
| 摩洛哥皇家航空     | 卡萨布兰卡                                                          | 2        |
| 埃塞俄比亚航空     | 日内瓦                                                              | 2        |
| 卡塔爾航空         | 多哈                                                                | 2        |
| 航空               | 杜拜                                                                | 2        |
| 阿提哈德航空       | 阿布扎比                                                            | 2        |
| 沙特阿拉伯航空     | 吉達                                                                | 2        |
| 海灣航空           | 巴林                                                                | 2        |
| 皇家约旦航空       | 安曼                                                                | 1        |
| 科威特航空         | 科威特城                                                            | 2        |
| 新加坡航空         | 新加坡                                                              | 2        |
| 國泰航空           | 香港                                                                | 2        |
| 海南航空           | 北京-首都                                                           | 2        |
| 吉祥航空           | 上海-浦東                                                           | 2        |

## 國際貨運航站
曼徹斯特國際機場的主要貨運航點在遠東地區及北美洲─遠東地區主要是運送進口貨物，而往北美洲則主要是出口貨物。其中香港國際機場是曼徹斯特國際機場的主要貨運航點，國泰航空每周有24班來回航線。2007年8月，聯邦快遞開設直航孟斐斯國際機場的貨運航班，每週4班。2007年9月，俄羅斯航空開設直航莫斯科的貨運航線，是該航空公司第一條直航英國的貨運航線。
截至10月，曼徹斯特國際機場於2007年處理了150,300公噸貨物及郵件，預料全年將處理164,300公噸貨物，比往年上升9.8%。預計貨物吞吐量將於2015年達到250,000公噸。
曼徹斯特國際機場現時每日平均處理六班波音747的貨運航班。
- 俄羅斯航空（谢列梅捷沃國際機場）
- 中國國際航空（浦東國際機場）
- 國泰航空（斯希普霍尔机场、布魯塞爾機場、杜拜國際機場、香港國際機場、马尔彭萨国际机场）
- 長城航空（斯希普霍尔机场、浦東國際機場）
- 中華航空（台北桃園國際機場）
- 聯邦快遞（孟斐斯國際機場）

## 交通
曼徹斯特國際機場與鐵路、電車及巴士網絡連接。當中旅客可以選擇乘坐國鐵、電車（Metrolink）或巴士（Bus）前往大曼徹斯特（Greater Manchester）不同區域。

### 國鐵
從曼彻斯特机场站乘坐國鐵（National Rail）前往曼徹斯特皮卡迪利站最快只需要大約15分鐘。國鐵是從曼徹斯特國際機場來往市區的最快交通工具之一。

### 電車
曼徹斯特的電車有8條路線，總共99個電車站，連接整個大曼徹斯特區域（Greater Manchester），當中包括東面總站Ashton-under-Lyne、東北面的總站Rochdale Town Centre、北面總站Bury、西北面總站Eccles、西面總站The Trafford Centre、西面的Altrincham、最南面的East Didsbury 總站，而其中西南面的總站則連接曼徹斯特機場（Manchester Airport）。

### 巴士
曼徹斯特國際機場設有多條巴士路線前往曼徹斯特市區，車程大約55至75分鐘。